# Miroslav Držmíšek
Miroslav Držmíšek (* 5. listopadu 1963) je bývalý český fotbalový útočník. Po skončení aktivní kariéry působí jako fotbalový funkcionář.

## Fotbalová kariéra
V lize hrál za FC Švarc Benešov. Nastoupil v 8 ligových utkáních a dal 1 gól. V nižších soutěžích hrál i za DP Xaverov.

## Ligová bilance
| Ročník                          | Zápasy | Góly | Klub             |
| ------------------------------- | ------ | ---- | ---------------- |
| 1. česká fotbalová liga 1994/95 | 8      | 1    | FC Švarc Benešov |
| CELKEM                          | 8      | 1    |                  |